# رایه زین‌الدین
رایه زین‌الدین (عربی: راية زين الدين؛ زادهٔ ۸ مارس ۱۹۸۸) تیرانداز اهل سوریه است. وی در بازی‌های المپیک تابستانی ۲۰۱۲ شرکت کرده‌است.